# Cleonardo moirae
Cleonardo moirae är en kräftdjursart som beskrevs av Edward Lloyd Bousfield och Hendrycks 1995. Cleonardo moirae ingår i släktet Cleonardo och familjen Eusiridae. Inga underarter finns listade i Catalogue of Life.